# La tramontana e il sole
La tramontana e il sole è una delle favole di Esopo. È il tipo 298 (Vento e Sole) nella classificazione delle fiabe popolari di Aarne-Thompson. La favola è divenuta celebre per la sua morale, che insegna la superiorità della persuasione sulla forza. È diventato anche un testo scelto per le trascrizioni fonetiche.

## Storia e utilizzi

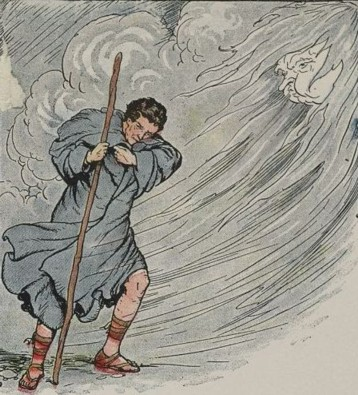
Il vento tenta di spogliare il viaggiatore del suo mantello, illustrato da Milo Winter in un'antologia di Esopo del 1919.

La storia parla di una competizione con la Tramontana e il Sole per decidere chi è il più forte tra i due. La sfida consisteva nel costringere un viaggiatore di passaggio a togliersi il mantello. Per quanto forte il Vento del nord soffiava, il viaggiatore si stringeva il mantello più stretto per restare caldo, ma quando il sole si mostrò nel cielo, il viaggiatore non sopportava il caldo, presto si tolse il mantello.
La favola era ben nota nell'antica Grecia; Ateneo ricorda che Ieronimo di Rodi, nelle sue Note storiche, citava un epigramma di Sofocle contro Euripide che faceva una parodia della storia di Elio e Borea. Raccontava come Sofocle si fosse fatto rubare il mantello da un ragazzo con cui aveva fatto l'amore. Euripide scherzava dicendo che anche lui aveva avuto quel ragazzo, e non gli costava niente. La risposta di Sofocle fa una satira sugli adulteri di Euripide: "Era il Sole, e non un ragazzo, il cui calore mi spogliava nudo; quanto a te, Euripide, quando baciavi la moglie di qualcun altro, il Vento del Nord ti ha fregato. Non sei saggio, tu che semina nel campo altrui, per accusare Eros di essere un ladro di rapine".
La versione latina della favola apparve per la prima volta secoli dopo in Flavio Aviano, come De Vento et Sole (Del vento e del sole, Fiaba 4); Le prime versioni in inglese e la versione poetica di Johann Gottfried Herder in tedesco (Wind und Sonne) erano utilizzati con questo titolo. Fu solo a metà dell'epoca vittoriana che il titolo "Il vento del nord e il sole" iniziò ad essere utilizzato. In effetti, il poema di Flavio Aviano si riferisce ai personaggi come Borea e Phoebus, le divinità del vento del nord e del sole, ed è stato sotto il titolo Phébus et Borée che è apparso nelle Favole di La Fontaine.
Le versioni vittoriane della favola danno la morale di "La persuasione è meglio della forza", ma altre volte era stata espressa in modi diversi. Nell'edizione Barlow del 1667, Aphra Behn insegnò la lezione stoica che dovrebbe esserci moderazione in ogni cosa: "In ogni passione la moderazione sceglie, poiché tutti gli estremi producono effetti negativi". Nel XVIII secolo, Herder giunse alla conclusione teologica che, mentre la forza superiore ci lascia freddi, il calore dell'amore di Cristo lo disperde e la versione limerick di Walter Crane del 1887 fornisce un'interpretazione psicologica: "La vera forza non è spavalderia". Ma per Guy Wetmore Carryl nella sua umoristica riscrittura della favola, "La brezza impetuosa e il sole diplomatico", il tatto è la lezione da imparare. Là la competizione è tra l'uomo e il vento; il sole dimostra solo il modo giusto per raggiungere il proprio fine. Mentre la maggior parte degli esempi trae una lezione morale, "si ottiene più con la mitezza che con la violenza" (Favole VI.3) di La Fontaine allude all'applicazione politica che era presente anche nella conclusione di Aviano: "Chi minaccia non può vincere". Ci sono prove che questa lettura abbia avuto un'influenza esplicita sulla diplomazia dei tempi moderni: nella Politica del sole della Corea del Sud, per esempio, o nelle relazioni giapponesi con il regime militare in Myanmar.

## Uso nelle trascrizioni fonetiche
La favola è resa famosa dal suo uso nelle descrizioni fonetiche delle lingue come illustrazione della lingua parlata. Nel Manuale dell'Alfabeto Fonetico Internazionale e nel Giornale dell'Alfabeto Fonetico Internazionale, c'è una traduzione della favola in ciascuna lingua descritta, trascritta nell'Alfabeto Fonetico Internazionale.
Trascrizione in italiano
ˈsiˌbistiʧˈʧavaˌnɔ unˈʤorːnɔ ilˈvɛnto diˌtɾamon'taːna eil'soːle 'luːno ˌpɾetenˈdɛndo dɛsseɾpjuf'fɔrːte delˈlaltɾo kwandoˈviˑdeɾo uɱviˌaʤʤaˈtoːɾe kevveˈniˑva inˈnanːʦi avˈvɔlto ˌnelmanˈtɛlːlo
iˌduelitigˈanːti deˈʧiˈzeɾo alˈloːɾa kessaɾɛbbes'taˑto pjufˈfɔrːte kifˌfosseɾiuʃˈʃiːto allevaˑɾe ilmanˈtɛlːlo alviˌaʤʤaˈtoːɾe
ilˈvɛnto diˌtɾamonˈtaːna ˌkominˈʧɔ assofˈfja:ɾe koɱvioˈlɛnːtsa mappjus sofˈfjaːva ˌpjuilviˌaʤʤaˈtoːɾe ˈsistɾinˈʤeˑva ˈnelmanˈtɛlːlo ˈtanːto keˈallaˈfiːnɛ ilˈpɔˑveɾo vɛnːto doˈvette deˈzisːteɾɛ dalˌsuopɾoˈpɔːzito
ilˈsoːle alˈloːɾa ˌsimosˈtrɔn nelˈʧɛːlo epˌpokoˈdoːpo ilviˌaʤʤaˈtoːɾe kessenˈtiˑva ˈkalːdo siˈtɔlːse ilmanˈtɛlːlo ˌellaˌtɾamonˈtaːna ˌfukkosˈtretːta koˈzi aɾˌɾikoˈnoʃːʃeɾe keilˈsoːle ˌɛɾapjufˈfɔrːte diˈlɛˑi
Versione italiana ortografica
Si bisticciavano un giorno il vento della tramontana e il sole, l'uno pretendendo d'esser più forte dell'altro, quando videro un viaggiatore che veniva innanzi, avvolto nel mantello.
I due litiganti decisero allora che sarebbe ritenuto più forte chi fosse riuscito a levare il mantello al viaggiatore.
Il vento di tramontana cominciò a soffiare con violenza; ma, più soffiava, più il viaggiatore si stringeva nel mantello; tanto che alla fine il povero vento dovette desistere dal suo proposito.
Il sole allora si mostrò nel cielo, e poco dopo il viaggiatore, che sentiva caldo, si tolse il mantello. E la tramontana fu costretta così a riconoscere che il sole era più forte di lei.
Trascrizione inglese (statunitense) ampia
ðə ˈnoɹθ ˌwɪnd ən (ð)ə ˈsʌn wɚ dɪsˈpjutɪŋ ˈwɪʧ wəz ðə ˈstɹɑŋɡɚ, wɛn ə ˈtɹævəlɚ ˌkem əˈlɑŋ ˈɹæpt ɪn ə ˈwoɹm ˈklok.
ðe əˈɡɹid ðət ðə ˈwʌn hu ˈfɚst səkˈsidəd ɪn ˈmekɪŋ ðə ˈtɹævəlɚ ˈtek ɪz ˈklok ˌɑf ʃʊd bi kənˈsɪdɚd ˈstɹɑŋɡɚ ðən ðɪ ˈəðɚ.
ðɛn ðə ˈnoɹθ ˌwɪnd ˈblu əz ˈhɑɹd əz i ˈkʊd, bət ðə ˈmoɹ hi ˈblu ðə ˈmoɹ ˈklosli dɪd ðə ˈtɹævlɚ ˈfold hɪz ˈklok əˈɹaʊnd ɪm;
ˌæn ət ˈlæst ðə ˈnoɹθ ˌwɪnd ˌɡev ˈʌp ði əˈtɛmpt. ˈðɛn ðə ˈsʌn ˈʃaɪnd ˌaʊt ˈwoɹmli ənd ɪˈmidiətli ðə ˈtɹævlɚ ˈtʊk ˌɑf ɪz ˈklok.
ən ˈso ðə ˈnoɹθ ˌwɪnd wəz əˈblaɪʒ tɪ kənˈfɛs ðət ðə ˈsʌn wəz ðə ˈstɹɑŋɡɚ əv ðə ˈtu.
Versione inglese (statunitense) ortografica
The North Wind and the Sun were disputing which was the stronger, when a traveler came along wrapped in a warm cloak.
They agreed that the one who first succeeded in making the traveler take his cloak off should be considered stronger than the other.
Then the North Wind blew as hard as he could, but the more he blew the more closely did the traveler fold his cloak around him;
and at last the North Wind gave up the attempt. Then the Sun shined out warmly, and immediately the traveler took off his cloak.
And so the North Wind was obliged to confess that the Sun was the stronger of the two.